# 모모세 아스카
모모세 아스카(일본어: 百瀬 あすか, 2000년 3월 24일~)는 일본의 AV 여배우이다.